# Leo Tuominen
Leo Tuominen KBE (* 19. Januar 1911 in Turku; † 3. April 1981 in Menton, Frankreich) war ein finnischer Diplomat.

## Leben
Leo Tuominen war der Sohn von Hilma Johansson und Johan Tuominen. Er heiratete 1938 Helena Habert. Ihre Kinder waren Silja, Kaarina, Elisa und Juhani. Leo Tuominen war 1967 Teilnehmer der Londoner Europäische-Freihandelsassoziation-Konferenz und sprach die Deutsche Sprache.